# Hiroshi Hayano
Hiroshi Hayano (早野 宏史 Hayano Hiroshi?, nacido el 14 de noviembre de 1955 en Kanagawa) es un exfutbolista japonés que se desempeñaba como delantero y entrenador.

## Clubes

### Como futbolista
| Club          | País  | Año         |
| ------------- | ----- | ----------- |
| Nissan Motors | Japón | 1978 - 1985 |

### Como entrenador
| Club                | País  | Año         |
| ------------------- | ----- | ----------- |
| Nissan FC Ladies    | Japón | 1990 - 1991 |
| Yokohama Marinos    | Japón | 1995 - 1996 |
| Gamba Osaka         | Japón | 1999 - 2001 |
| Kashiwa Reysol      | Japón | 2004 - 2005 |
| Yokohama F. Marinos | Japón | 2006        |